# 博因嶺
69°7′S 71°48′W / 69.117°S 71.800°W
博因嶺（英語：Boyn Ridge）是南極洲的山嶺，位於亞歷山大一世島北部，屬於阿弗爾山脈的一部分，由英國南極名稱諮詢委員會命名，現時由南極條約體系管理。